# بولوسيت
البولوسيت هو معدن من معادن الزيوليت، يوجد عادة على هيئة بلورات كتلية عديمة اللون، ولوحدته البلورية الصيغة (Cs,Na)2Al2Si4O12·2H2O. ويمكن أن تحل عناصر الحديد والكالسيوم والروبيديوم والبوتاسيوم مكان الصوديوم أو السيزيوم.
يعد هذا المعدن من الخامات الهامة في تعدين عنصري السيزيوم والروبيديوم.
كاتشف هذا المعدن لأول مرة سنة 1846 من آوغست برايتهاوبت وذلك في جزيرة إلبا الإيطالية، وأطلق عليه هذه التسمية نسبة إلى بولوكس، وهو توأم كاستور، إذ أن الأرض التي اكتشف فيها المعدن يكثر فيها أيضاً معدن البيتاليت، المعروف أيضاً باسم الكاستوريت.